# Alberto da Prússia (1837–1906)
Frederico Guilherme Nicolau Alberto da Prússia (em alemão: Friedrich Wilhelm Nikolaus Albrecht von Preußen; 8 de maio de 1837 - 13 de setembro de 1906) foi um marechal-general de campo do exercito prussiano e, a partir de 1885, regente do Ducado de Brunsvique.

## Biografia
Nasceu em Berlim, Brandemburgo, filho do príncipe Alberto da Prússia (1809-1872) e da sua esposa, a princesa Mariana (1810-1883), filha do rei Guilherme I dos Países Baixos. O seu pai era irmão do rei Frederico Guilherme IV da Prússia e de Guilherme I, imperador alemão.
Alberto entrou no exército prussiano em 1847, prestando serviço na Primeira Guerra de Schleswig. Também participou nas batalhas de Skalitz, Schweinschädel e Königgrätz na Guerra Austro-Prussiana de 1866 e na Guerra Franco-Prussiana de 1870.

### Casamento e descendência
No dia 9 de abril de 1873 casou-se em Berlim com a princesa Maria de Saxe-Altemburgo (1854-1898), filha do duque Ernesto I de Saxe-Altemburgo (1826-1908) e da sua esposa Inês de Anhalt-Dessau (1824-1897). O casamento dos pais de Alberto tinha sido infeliz e os dois acabariam por se divorciar, razão pela qual Alberto terá escolhido casar-se apenas depois de ter 36 anos de idade.
Os seus filhos foram:
- Frederico Henrique Alberto da Prússia (1874-1940);
- Joaquim Alberto da Prússia (1876-1939);
- Frederico Guilherme da Prússia (1880-1925).

Em 1885, foi escolhido para ser regente do Ducado de Brunsvique, uma vez que o chanceler Otto von Bismarck tinha retirado o lugar ao príncipe-herdeiro Ernesto Augusto de Hanôver.  Em 1923, o filho de Ernesto Augusto, Ernesto Augusto, tornou-se duque de Brunsvique, reinando apenas 5 anos e 6 dias. Depois de aceitar a regência, Alberto e Maria passaram a viver entre Brunsvique, Berlim e Kamenz.
O príncipe Alberto morreu no castelo de Kamenz em 1906. Foi enterrado no mausoléu auf dem Hutberg no parque do castelo de Kamenz. Após a Segunda Guerra Mundial, o mausoléu foi arrombado e o corpo foi enterrado no parque.